# Øystein Rian
Øystein Rian (født 23. februar 1945 i Lillehammer) er en norsk historiker. 
Øystein Rian er professor ved Universitetet i Oslo. Hans speciale er den såkaldte danskertid fra 1536 til 1814 med vægt på politisk, social og regional historie. Han har udgivet flere bøger og andre publikationer og er foredragsholder i NRKs populærvidenskabelige radioserie P2-akademiet. Han var redaktør af Historisk tidsskrift indtil 2009.
Øystein Rian er medlem i Det Norske Videnskaps-Akademi og Det kongelige danske Selskab for Fædrelandets Historie.
I 1997 modtog han Sverre Steen-prisen.
Han er en yngre bror til den tidligere Høyre-politiker og Tromsø-ordfører Erlend Rian.